# Cummer Museum of Art and Gardens

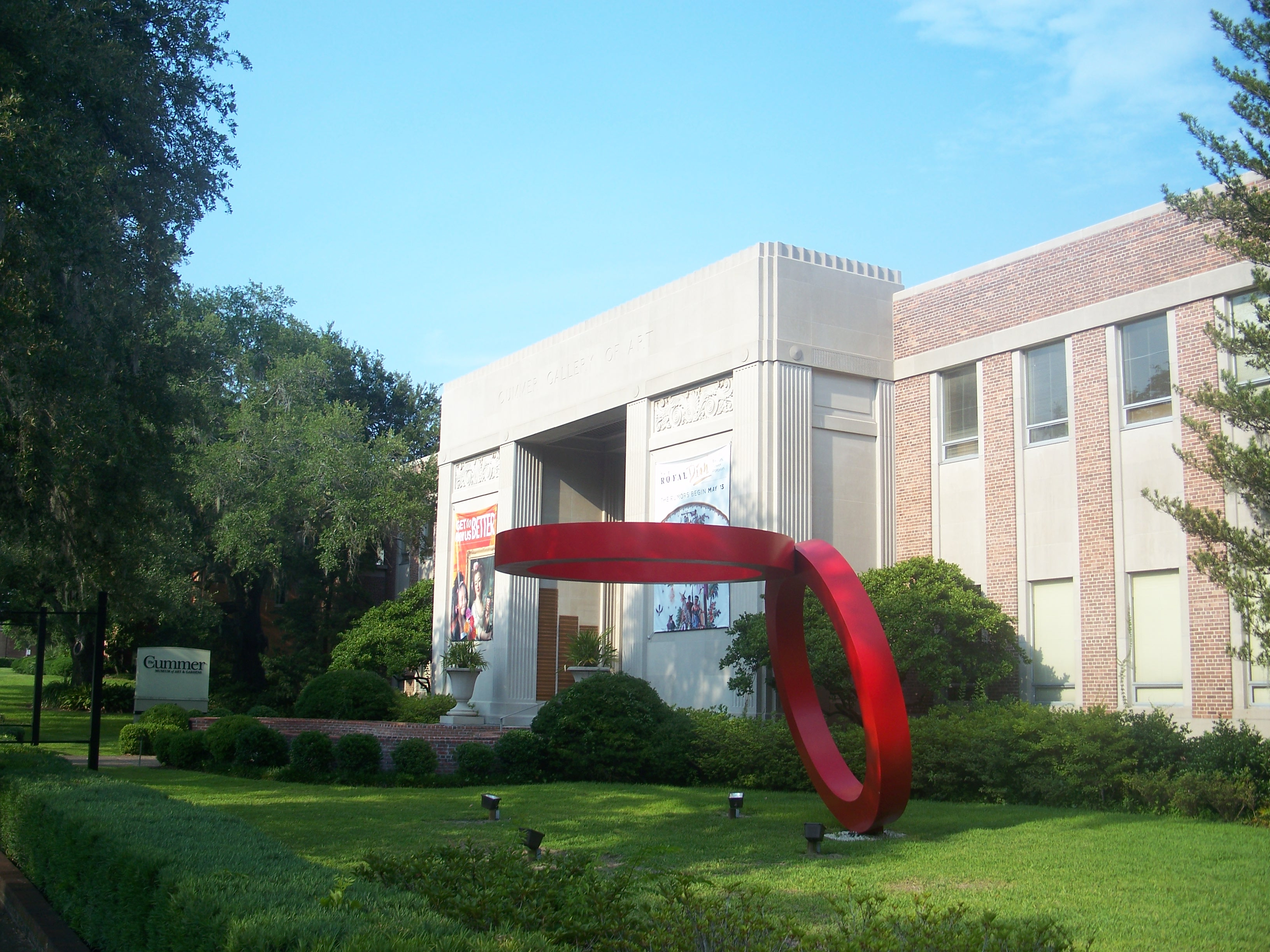
Cummer Museum of Art and Gardens

Das Cummer Museum of Art and Gardens ist ein Kunstmuseum in Jacksonville, Florida in den USA.

## Geschichte
Das Museum wurde 1961 auf dem Grundstück eingerichtet, auf dem früher das Wohnhaus der Eheleute Arthur und Norah Cummer stand. Das Museumsgelände umfasst neben den Museumsgebäuden drei Blumengärten. Der älteste dieser Gärten wurde bereits 1903 angelegt und eröffnet einen Blick über den St. Johns River. Er ist seit 2010 im National Register of Historic Places eingetragen. 2002 erwarb das Museum den benachbarten, früheren Woman’s Club of Jacksonville, dessen Gebäude ein Nachbau im Tudorstil ist und als Erweiterungsbau des Museums dient.

## Sammlungen
Die Sammlungen des Museums umfassen über 6.000 Werke aus der Zeit von 2.100 vor Chr. bis in das 21. Jahrhundert. 

## Ausstellungen
- 1964: 16th Century French Art.
- Im Jahr 2013/2014 zeigt das Museum die Ausstellung: The Art of Empathy: The Cummer Mother of Sorrows in Context, in dem die Cummer-Schmerzensmutter im Zusammenhang mit Meisterwerken aus anderen Museen zu sehen ist. Aus dem Stiftsmuseum der Stadt Aschaffenburg wurde das um 1470 entstandene Diptychon Schmerzensmann und Maria gezeigt.[1]
- 2014/2015: 450 Years of French History in Florida.
- 2015: Whitfield Lovell: Deep River.